# Dorothea Wieck
Dorothea Wieck, nata Doro Bertha Olavia Wieck (Davos, 3 gennaio 1908 – Berlino Ovest, 19 febbraio 1986), è stata un'attrice tedesca.

## Biografia
Nata nella cittadina svizzera di Davos crebbe tra il sud della Germania e la Svezia. Era discendente della musicista Clara Schumann.
La sua carriera teatrale nel 1924 e due anni dopo debuttò anche al cinema. Dopo aver interpretato numerosi film muti ottenne un vasto riconoscimento grazie alla pellicola Ragazze in uniforme diretta da Leontine Sagan.
Grazie a questo film venne notata dai produttori di Hollywood dove debuttò con Il canto della culla. Tornata in patria continuò a lavorare al cinema ma dopo la guerra si dedicò prevalentemente al teatro.

## Filmografia parziale

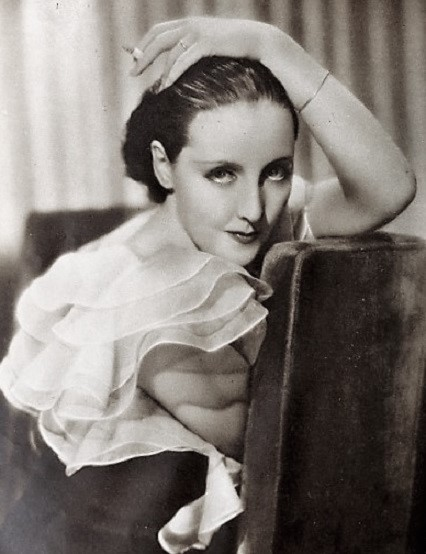
Dorothea Wieck nel 1933

- Klettermaxe, regia di Willy Reiber (1927)
- Ragazze in uniforme (Mädchen in Uniform), regia di Leontine Sagan (1931)
- Theodor Körner, regia di Carl Boese (1932)
- Il prigioniero di Magdeburg (Trenck - Der Roman einer großen Liebe), regia di Ernst Neubach e Heinz Paul (1932)
- Il canto della culla (Cradle Song), regia di Mitchell Leisen (1933)
- Anna ed Elisabetta (Anna und Elisabeth), regia di Frank Wisbar (1933)
- Le cortigiane del Re Sole (Liselotte von der Pfalz]), regia di Carl Froelich (1935)
- Lo studente di Praga (Der Student von Prag), regia di Artur Robison (1935)
- Bandiera gialla (Die gelbe Flagge), regia di Gerhard Lamprecht (1937)
- Kopf hoch, Johannes!, regia di Viktor de Kowa (1941)
- Tempo di vivere (A Time to Love and a Time to Die), regia di Douglas Sirk (1958)
- Grand Hotel (Menschen im Hotel), regia di Gottfried Reinhardt (1959)

## Doppiatrici italiane
- Andreina Pagnani in Il canto della culla[1]
- Stefania Fossi in Anna ed Elisabetta[2]